# Calotriton arnoldi
Calotriton arnoldi är en groddjursart som beskrevs av Salvador Carranza och Félix Amat 2005. Calotriton arnoldi ingår i släktet Calotriton och familjen vattensalamandrar. IUCN kategoriserar arten globalt som akut hotad. Inga underarter finns listade.